# Nephrotoma siamensis
Nephrotoma siamensis är en tvåvingeart som beskrevs av Edwards 1928. Nephrotoma siamensis ingår i släktet Nephrotoma och familjen storharkrankar. Inga underarter finns listade i Catalogue of Life.